# GSG9
GSG 9 Federální policie (německy GSG 9 der Bundespolizei, zkratka GSG 9 BPOL, neoficiálně také GSG 9) je německá protiteroristická jednotka.

## Specifikace
Jedná se o jednotku federální policie pověřenou bojem s terorismem, osvobozováním rukojmích a ničením výbušnin. Může působit na území celého Německa a na rozdíl od zemských zásahových jednotek Spezialeinsatzkommando (SEK) i v zahraničí.

## Historie

### Vznik jednotky
Jednotka vznikla po blamáži německé policie na Olympijských hrách v Mnichově roku 1972 v rámci německé pohraniční stráže pod původním označením Grenzschutzgruppe 9 (Skupina pohraniční stráže 9). Jednotka byla zařazena pod pohraniční stráž z důvodu lepšího legislativního ukotvení. Po přeměně pohraniční stráže na novou německou federální policii ztratili její příslušníci status kombatantů a jednotka proto nemůže být nasazována ve vojenských operacích. Proto byla vytvořena armádní speciální jednotka Kommando Spezialkräfte (KSK) v rámci Bundeswehru.

### Zásahy
Asi nejznámější akcí byla akce na záchranu rukojmí z uneseného letadla Lufthansy (Let Lufthansa 181) v somálském hlavním městě Mogadišu. Při této operaci bylo zajímavé nasazení zábleskových granátů poskytnutých britskou SAS. Této akce se také SAS přímo účastnila, protože GSG9 neměla v té době zkušenosti s překonáváním přetlakových dveří a používáním uvedených granátů.

## Výzbroj
- protiteroristická zbraň Carl Gustav
- samopal MP5
- útočná puška G36, doplňovaná HK416A5
- PDW MP 7
- pistole USP
- odstřelovací puška PSG-1
- brokovnice Remington 870